# Клобазам
Клобазам — лекарственное средство группы бензодиазепинов.

## Общие сведения
Транквилизатор, оказывающий анксиолитическое, а также противосудорожное действие. Рекомендован для применения главным образом при состояниях, сопровождающихся острым и хроническим чувством страха, и как дополнительное средство при лечении эпилепсии (см. Клоназепам). Назначают внутрь при невротических состояниях в дозе 10—20 мг, при чувстве страха в дозе 20—30 мг. Детям в возрасте до 3 лет препарат не назначают, старше 3 лет и больным пожилого возраста рекомендуются уменьшенные дозы. Снижать дозу следует также постепенно.
Меры предосторожности и противопоказания такие же, как для других бензодиазепиновых транквилизаторов.
Противопоказания
Нарушения функции дыхания вследствие угнетения дыхательного центра; выраженные нарушения функции печени; острое отравление алкоголем, снотворными средствами, анальгетиками, нейролептиками, антидепрессантами, солями лития; лекарственная зависимость в анамнезе; I триместр беременности; период лактации; ранний детский возраст (до 6 месяцев); повышенная чувствительность к клобазаму.

## Законодательное регулирование
Клобазам включён в список психотропных веществ, оборот которых в Российской Федерации ограничен, а его незаконные приобретение, хранение, перевозка, изготовление, переработка без цели сбыта уголовно преследуются по статье 228 Уголовного кодекса. В 2019 году при получении посылки с препаратом «Фризиум», купленным через интернет за границей, на почте была задержана россиянка Елена Богомилова. Впоследствии уголовное дело в отношении неё было закрыто. Компания Sanofi подала заявку на регистрацию «Фризиума» в России.
26 сентября 2019 года Правительством РФ было принято распоряжение, в соответствии с которым клобазам (в форме «Фризиума») и ряд других запрещенных в РФ препаратов могут быть закуплены Московским эндокринным заводом и распределены между нуждающимися детьми в соответствии с заявками региональных минздравов. По сообщению вице-премьера Татьяны Голиковой, поставки начнутся уже в октябре, а по мере необходимости будут приниматься дополнительные распоряжения для новых закупок препаратов. Тем не менее продажа препарата человеку младше 18 лет без рецепта все равно остается уголовно наказуемой.